# Гарванова битка
Гарванова битка (на немски: Rabenschlacht; нем. Raben – гарван) се нарича битката, с която завършва историческата обсада през 491 – 493 г. на Равена от остготите, начело с краля им Теодорих Велики.
Дългогодишните боеве между Одоакър, обявил се за крал на Италия („rex italiae“), и поддържанните от Византия остготи, начело с Теодорих, завършват с продължила 2 години и половина обсада на Равена. Градът се снабдява с припаси от пристанището, но в крайна сметка Теодорих успява да го блокира. Когато запасите в крепостта свършват, обсаденият Одоакър в началото на 493 г. предприема опит за пробив на обсадата, в резултат на който се разгаря споменаваната в немските легенди „Гарванова битка“. Сражението завършва без победител – Одоакър не успява да пробие обсадата, но и Теодорих не успява да разбие обсадените и да превземе града.
На 25 февруари 493 г., след Гарвановата битка, Одоакър започва мирни преговори с Теодорих. Тъй като и двете страни понасят тежки загуби в битката, Теодорих приема предложението на равенския епископ Йоан да управлява Италия съвместно с Одоакър и договорът е сключен на 27 февруари с положени клетви от двете страни строго да го спазват. Десет дни след влизането на остготите в Равена, на „помирителния пир“ на 15 март 493 г., Теодорих собственоръчно убива Одоакър и се провъзгласява за едноличен владетел. С неговото възцаряване настъпва период на мир след почти 90 години непрекъснати войни.

## В епоса
Историческият Теодорих под името Дитрих фон Берн е герой в средновековен немски епически цикъл от саги. Специално „Rabenschlacht“ (Гарвановата битка) е заглавие на средногорнонемско епическо съчинение от 13 век и влизащо в цикъла за Дитрих фон Берн. Битката се споменава и в немската героична средновековна „Песен за Хилдебранд“.